# Eva González Pérez

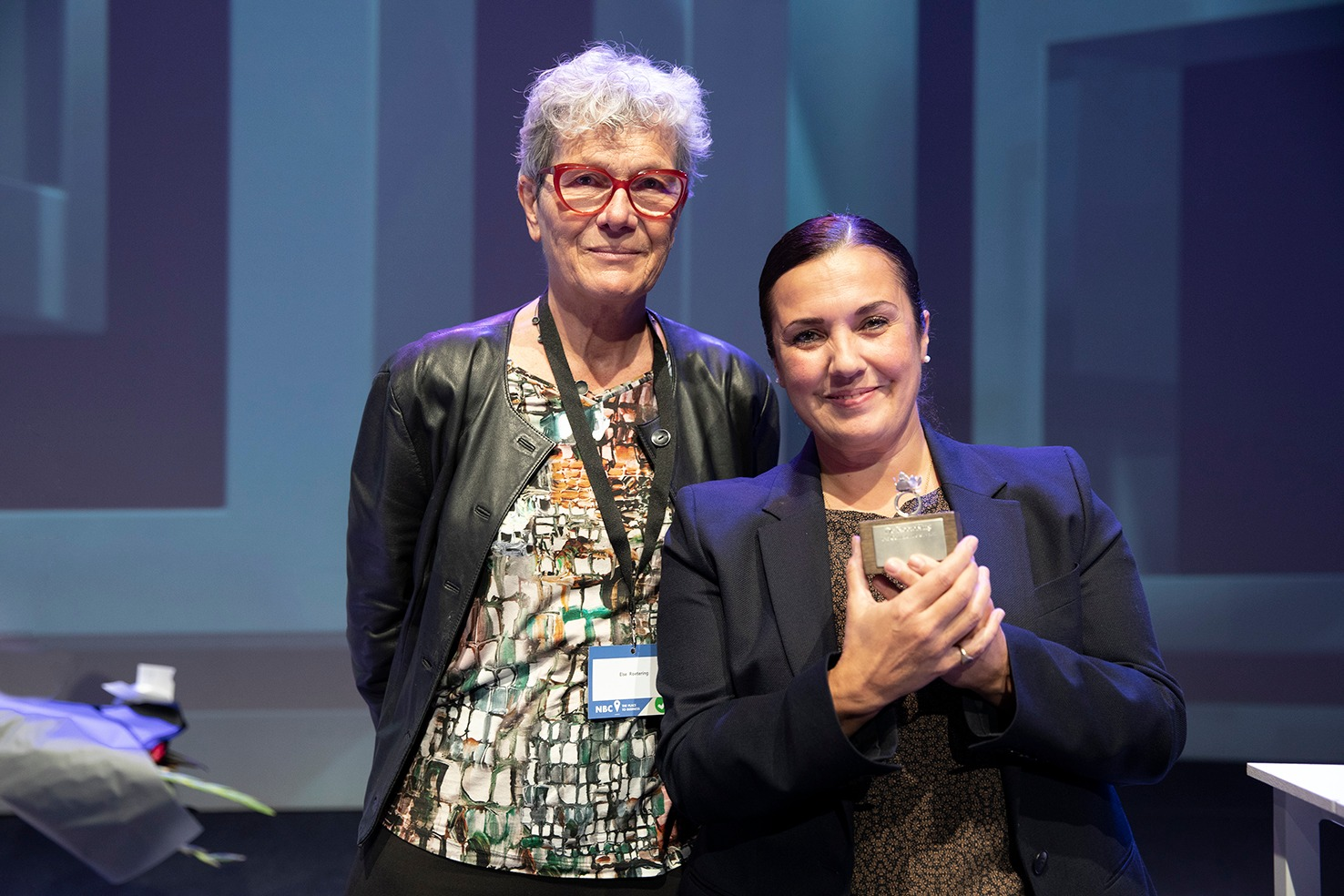
RoeteRing Else Roetering en Eva González Pérez

María Eva González Pérez (Cáceres, 12 juni 1973) is een Nederlandse advocaat, aanvankelijk gespecialiseerd in arbeidsrecht en psychiatrisch patiëntenrecht. Zij is bekend geworden door haar inzet voor een groep gedupeerden in de toeslagenaffaire. Zij stond ouders bij die door de overheid institutioneel vooringenomen behandeld waren en daardoor in financiële problemen kwamen. Dankzij haar doorzettingsvermogen en de door haar vergaarde publiciteit bracht zij structurele problemen bij de Belastingdienst aan het licht. Dit schandaal leidde uiteindelijk tot het aftreden van het kabinet-Rutte III in 2021.

## Levensloop
González Pérez, geboren in Cáceres, is op tweejarige leeftijd samen met haar ouders geëmigreerd naar Nederland in de jaren 70. Vanwege het werk van haar ouders was zij voornamelijk grootgebracht door babysitters en haar grootouders. Vanwege een slechte Cito-toets belandde ze op de huishoudschool, maar ze stapte over naar mavo en stroomde door naar havo en vervolgens het atheneum. Daarna studeerde ze rechten aan de Universiteit Utrecht en is ze daar in 2000 afgestudeerd. Op 1 september van dat jaar werd zij als advocaat beëdigd in het arrondissement 's-Hertogenbosch. Ze is 'sociaal advocaat' en vormt met  twee collega-advocaten het 'Advocatencollectief Trias' in Helmond. Ze heeft twee kinderen.

## Toeslagenschandaal
Ze is getrouwd met de eigenaar van gastouderbureau Dadim. In 2014 liet die haar brieven lezen van zijn klanten, waarin de Belastingdienst/Toeslagen meldt dat de kinderopvangtoeslag zal worden stopgezet. Ondanks dat, zoals ook later blijkt, die moet weten dat ze aan de voorwaarden voor die toeslag voldoen. Voor een paar klanten neemt ze de zaak aan om er bezwaar tegen in te dienen. Op vragen aan de dienst wat er mis is kreeg ze geen antwoord. Bij de rechter won ze haar zaak in 2015, maar de dienst ging in beroep. Al procederende ontdekte ze dat de zaken groepsgewijs werden behandeld, wat steeds was ontkend. Ze was van mening dat zij bij de jaarwisseling van 2021-2022 bij de vondst van puzzelstukjes in de affaire pas halverwege was.

## Erkenning
Haar inzet is door velen geprezen, waaronder door Tweede Kamerlid Renske Leijten wier portefeuille gekoppeld was aan de toeslagenaffaire en de misstanden bij de Belastingdienst. "Deze vrouw verdient een standbeeld, straatnamen en vernoeming van pleinen", aldus Leijten. Hiermee prees zij het werk van González Pérez dat het onterecht terugvorderen van kinderopvangtoeslag en discriminatie door de overheid aan het licht heeft gebracht. Ze was de eerste getuige die werd gehoord door de Parlementaire ondervragingscommissie Kinderopvangtoeslag op 16 november 2020.

### Prijs Don Justo José Manuel Maza 2020
Ze kreeg voor haar inzet in de toeslagenaffaire ook de Don Justo José Manuel Maza-prijs 2020, die wordt toegekend ter ere van José Manuel Maza, procureur generaal. De prijs is op 9 juni 2021 uitgereikt in de Ateneo de Madrid. Deze prijs wordt sinds 2006 toegekend door de vereniging Agrupación Justicia y Cultura, Asociación Justicia y Opinión y la Casa de Úbeda. Het evenement is bijgewoond door persoonlijkheden van het Hooggerechtshof van Spanje en andere prominente juristen.

### Prijs “Puñetas de Plata” 2020
Op 5 oktober 2021 ontving González Pérez de Asociación de Comunicadores e Informadores Jurídicos "Puñetas Awards" van de voormalige minister van Justitie Rafael Catala in het Instituto Française in Madrid. De prijs is bedoeld als erkenning, in verschillende categorieën, voor het werk van personen, instellingen of groepen voor hun bijdrage aan de verbetering van de rechtspleging en de rechtsstaat in al zijn aspecten.

### RoeteRing 2021
De Landelijke Cliëntenraad heeft González Pérez onderscheiden met de RoeteRing voor haar rol in het onthullen van de toeslagenaffaire.

### De Gouden Zandlopers 2021: Access to Justice Award
De vakjury van De Gouden Zandlopers heeft de Access to Justice Award 2021 toegekend aan Eva González Pérez.

### Coornhertprijs
De Coornhertprijs, vernoemd naar Dirck Volkertsz. Coornhert, is 20 april 2022 uitgereikt aan politicus Pieter Omtzigt en advocate Eva González Pérez. Het duo kreeg de prijs vooral voor hun strijd tegen onrechtvaardigheid in de toeslagenaffaire. De prijs wordt eens in de drie jaar namens het bestuur van de Stichting Coornhert Haarlem toegekend aan een door een onafhankelijke jury voorgedragen kandidaat.

### Orde van Oranje-Nassau
Bij de lintjesregen van Koningsdag 2022 werd González Pérez benoemd tot Ridder in de Orde van Oranje-Nassau.